# 三一學院圖書館

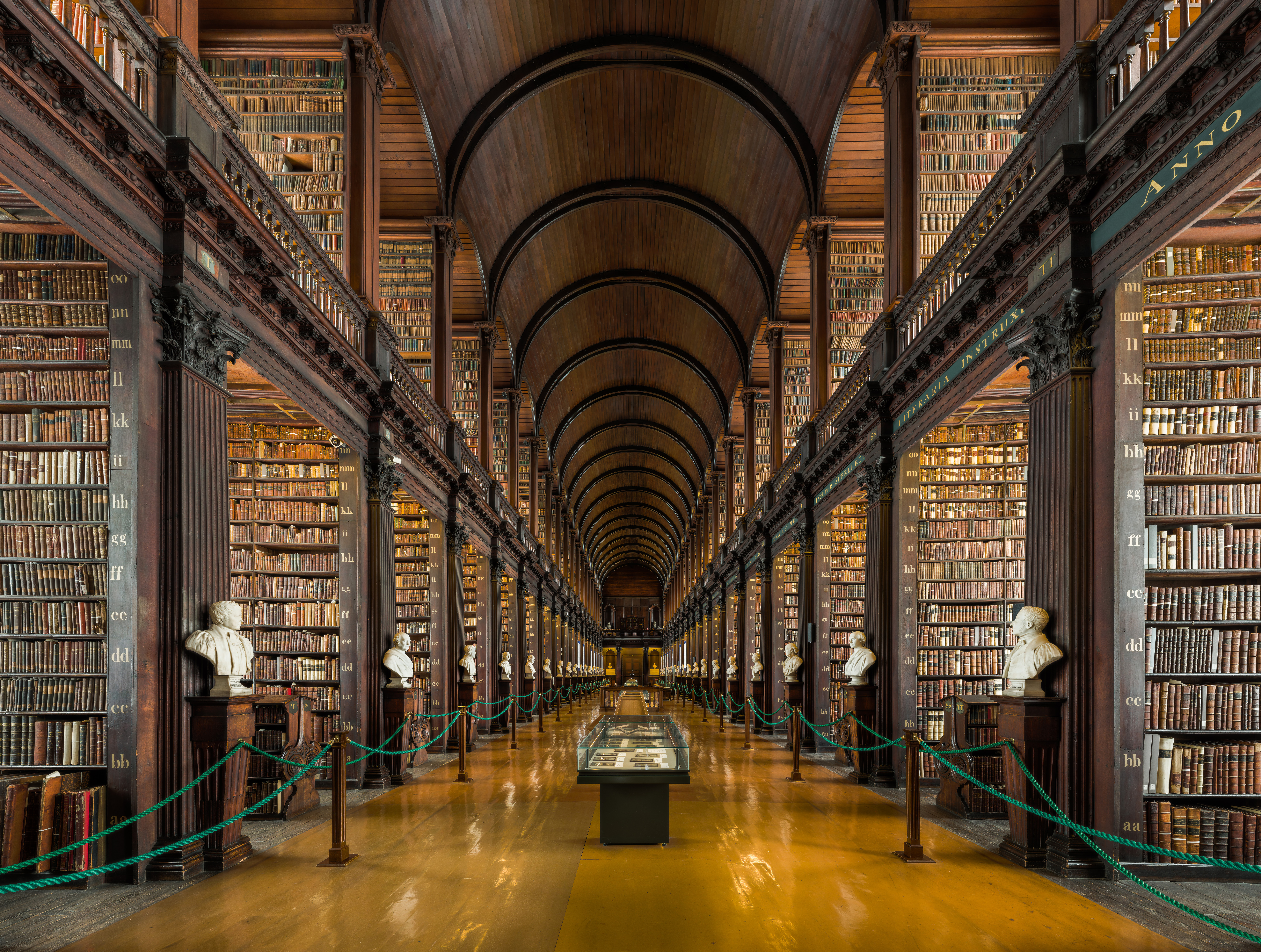
三一學院圖書館

三一學院圖書館（The Library of Trinity College Dublin）是都柏林大學三一學院的圖書館，也是愛爾蘭最古老的圖書館，是愛爾蘭的法定送存圖書館。三一學院圖書館有權免費獲得在愛爾蘭共和國出版的資料，也是愛爾蘭唯一在英國擁有法定送存權利的圖書館。於1592年三一學院建校時，由英國女王伊莉莎白一世特許創立。

## 外部連結
- Trinity College Library Dublin（页面存档备份，存于）
- Search the Library's catalogue
- The Library of Trinity College Dublin at Google Cultural Institute（页面存档备份，存于）

Template:Trinity College, Dublin
53°20′38″N 6°15′24.5″W / 53.34389°N 6.256806°W